# واوژنگچتسه (استان لهستان کوچک‌تر)
واوژنگچتسه (به لاتین: Wawrzeńczyce) یک روستا در لهستان است که در گمینا ایگووومیا-واوژنگچتسه واقع شده‌است.